# Józef Pułaski
Józef Pułaski herbu Ślepowron (ur. 17 lutego 1704, zm. w Kopance nad Dniestrem w lutym lub ok. 20 kwietnia 1769) – twórca i marszałek związkowy konfederacji barskiej, starosta warecki w 1739 roku, wielokrotny poseł na sejm, ojciec Kazimierza Pułaskiego.

## Życiorys
26 czerwca 1736 ożenił się z Marianną Zielińską, był ojcem: Kazimierza, Antoniego i Franciszka Ksawerego.
Od 1724 był burgrabią nurskim, był też jednym z najbardziej wziętych palestrantów w Trybunale Koronnym, w Piotrkowie. Związał się z Czartoryskimi. W 1732 kupił starostwo wareckie. Zgromadził też starostwa: świdnickie i mszczonowskie oraz królewszczyzny na Podolu i w województwie ruskim, a także liczne wsie i miasteczka m.in. Piaseczno pod Warszawą. Posiadał też sieć zajazdów zwanych wareckimi.
W 1733 roku był posłem z ziemi czerskiej na sejm elekcyjny, podpisał elekcję Stanisława Leszczyńskiego. Delegat i konsyliarz województwa mazowieckiego w konfederacji dzikowskiej w 1734 roku. W 1736 uznał Augusta III. W 1744 roku był posłem na sejm grodzieński z ziemi czerskiej, w 1748 roku posłował na sejm Boni Ordinis, gdzie reprezentował interesy Czartoryskich. Posłem był jeszcze w 1750 i 1754.
W 1752 roku został pisarzem nadwornym koronnym i pisarzem skarbowym.
W 1764 roku podpisał wybór Stanisława Augusta Poniatowskiego, pozostał jednak stronnikiem Sasów. W 1767 jako przedstawiciel Podlasia podpisał akt konfederacji radomskiej. Śmiało wystąpił przeciwko groźbom posła rosyjskiego Nikołaja Repnina wprowadzenia do Rzeczypospolitej 50 000 wojska rosyjskiego. Miał wtedy odpowiedzieć ambasadorowi „Niech stanie sto tysięcy, naród wolny krew przeleje”. W odpowiedzi wściekły Repnin kopnął go publicznie. Według innej wersji była to publiczna utarczka słowna między Józefem Pułaskim a posłem Repninem Józef Pułaski: „Mości książę raczy się mylić. Niech stanie i 100 tysięcy, naród wolny krew przeleje! Nasze stare, z trzynastego ... wieku ... zawołanie głosi, że należy raczej dom spalić i z bronią w ręku po lasach sie poniewierać, niźli samowładnej mocy sie poddać” Repnin: „Jednym kopnięciem usunę takich przeciwników” Józef Pułaski: „Strzeż się książę, aby ostatnia na was nie wybiła godzina!”.
Zagrożony aresztowaniem przez Rosjan wyjechał na Podole. Jako zwolennik domu saskiego, konsyliarz konfederacji radomskiej, przeszedł następnie do opozycji wobec Rosji z powodu forsowania przez nią sprawy dysydenckiej, należał wraz z biskupami Kajetanem Ignacym Sołtykiem i Krasińskim do głównych inicjatorów konfederacji barskiej 29 lutego 1768, po której utworzeniu został marszałkiem związku wojskowego, przyczynił się wybitnie do nadania jej piętna głębokiej religijności i legalizmu szlacheckiego, opracowując jej akty i manifest do narodu.
Spieniężył większość swych dóbr, dla zaciągu wojska. Stanął na czele pułku Krzyża Świętego. Rozpoczął wówczas akcję dyplomatyczną, wysyłając korespondencję do dworów europejskich. Pokłócony z przywódcami konfederacji, został odsunięty od funkcji wojskowych.
Był organizatorem obrony Baru, po zdobyciu go przez Rosjan uszedł wraz z innymi na Wołoszczyznę, tam oskarżony przez Joachima Potockiego i Krasińskiego o nieposłuszeństwo i zdradę, został pozbawiony władzy i wtrącony do więzienia w Jassach przez baszę chocimskiego, gdzie dokonał życia. Prawdopodobne przyczyny śmierci to epidemia, rozważano również otrucie. Pochowany przez syna Franciszka Ksawerego, „...w stepie, (nad Dniestrem wówczas po tureckiej dziś po mołdawskiej stronie) przy kurhanie w pobliżu traktu w stronę Mohylowa”.